# ثعلبية كارولينا
ثعلبية كارولينا نوع نباتي عشبي من جنس الثعلبية، ينتمي إلى الفصيلة النجيلية، واسمه العلمي (باللاتينية: Alopecurus carolinianus). موطنها معظم مناطق الولايات المتحدة وغرب كندا. سميت نسبة لولايتي كارولينا الشمالية والجنوبية.

## الوصف النباتي
النبات حولي ينمو بشكل حزم. النورة سنبلة كثيفة تنتج مآبر صفراء إلى برتقالية لامعة.